# Bayburt (province)
La province de Bayburt est une des 81 provinces (en turc : il, au singulier, et iller au pluriel) de la Turquie.
Sa préfecture (en turc : valiliği) se trouve dans la ville éponyme de Bayburt.

## Géographie
Sa superficie est de 3 652 km2.

## Population
Au recensement de 2000, la province était peuplée d'environ 40 000  habitants, soit une densité de population d'environ 11 hab./km2.
| 2000   | 2001   | 2002   | 2003   | 2004   | 2005   | 2006   | 2007   | 2008   |
| ------ | ------ | ------ | ------ | ------ | ------ | ------ | ------ | ------ |
| 75 221 | 75 517 | 75 709 | 75 868 | 76 050 | 76 246 | 76 444 | 76 609 | 75 675 |

| 2009   | 2010   | 2011   | 2012   | 2013   | 2014   | 2015   | 2016   | 2017   |
| ------ | ------ | ------ | ------ | ------ | ------ | ------ | ------ | ------ |
| 74 710 | 74 412 | 76 724 | 75 797 | 75 620 | 80 607 | 78 550 | 90 154 | 80 417 |

| 2018   | 2019   | 2020   | 2021   | 2022   | 2023   | - | - | - |
| ------ | ------ | ------ | ------ | ------ | ------ | - | - | - |
| 82 274 | 84 843 | 81 910 | 85 042 | 84 241 | 86 047 | - | - | - |

## Administration
La province est administrée par un préfet (en turc : vali)

## Subdivisions
La province est divisée en 3 districts (en turc : 'ilçe, au singulier) : Bayburt, Aydıntepe et Demirözü.